# Synodontis schall
Espèce
Synodontis schall, est une espèce de poisson-chat de la famille des Mochokidae largement répandue dans le nord de l'Afrique. Cette espèce appartient au plus grand genre de la famille des Mochokidae. Elle peut atteindre 49 cm de long.

## Distribution
Synodontis schall vit en Afrique. On le trouve notamment dans le lac Nasser.

## Apparence et anatomie
Synodontis schall a un corps recouvert d'une cuirasse et des épines sur les nageoires dorsales et pectorales.

## Alimentation
Le régime alimentaire de Synodontis schall est composé de macrophytes et d'algues, ainsi que de poissons, de larves d'insectes et de mollusques. Ils sont omnivores.

## Reproduction
On ne sait pas grand chose de la reproduction de Synodontis schall. Des facteurs physiques et biologiques peuvent affecter le poisson lorsqu'il atteint la maturité. La ponte a lieu entre juillet et octobre, notamment en période de fortes pluies.

## Relations avec l'Homme
Synodontis schall est très important au Bénin, en Afrique. Les pêcheurs africains attrapent ces poissons dans leurs filets et doivent casser leurs épines pour les en retirer. Synodontis schall can be caught for food or even traded since they are prized fish.